# دانيون (قبيلة جرمانية)
الدانيون  أو «الدنماركيون» كانوا قبيلة شمالية جرمانية سكنت جنوبي إسكندنافيا العصر الحديدي، والتي أسس أحفادها ما أصبح في نهاية المطاف مملكة الدنمارك. وتعني اسم قبيلتهم يعني «حدود الدنماركيين» في اللغة الجرمانية الدنيا، في إشارة إلى منطقة حدودهم الجنوبية بين نهري آيدر وSchlei.

## معرض صور

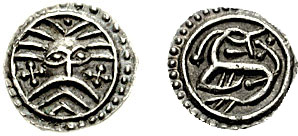
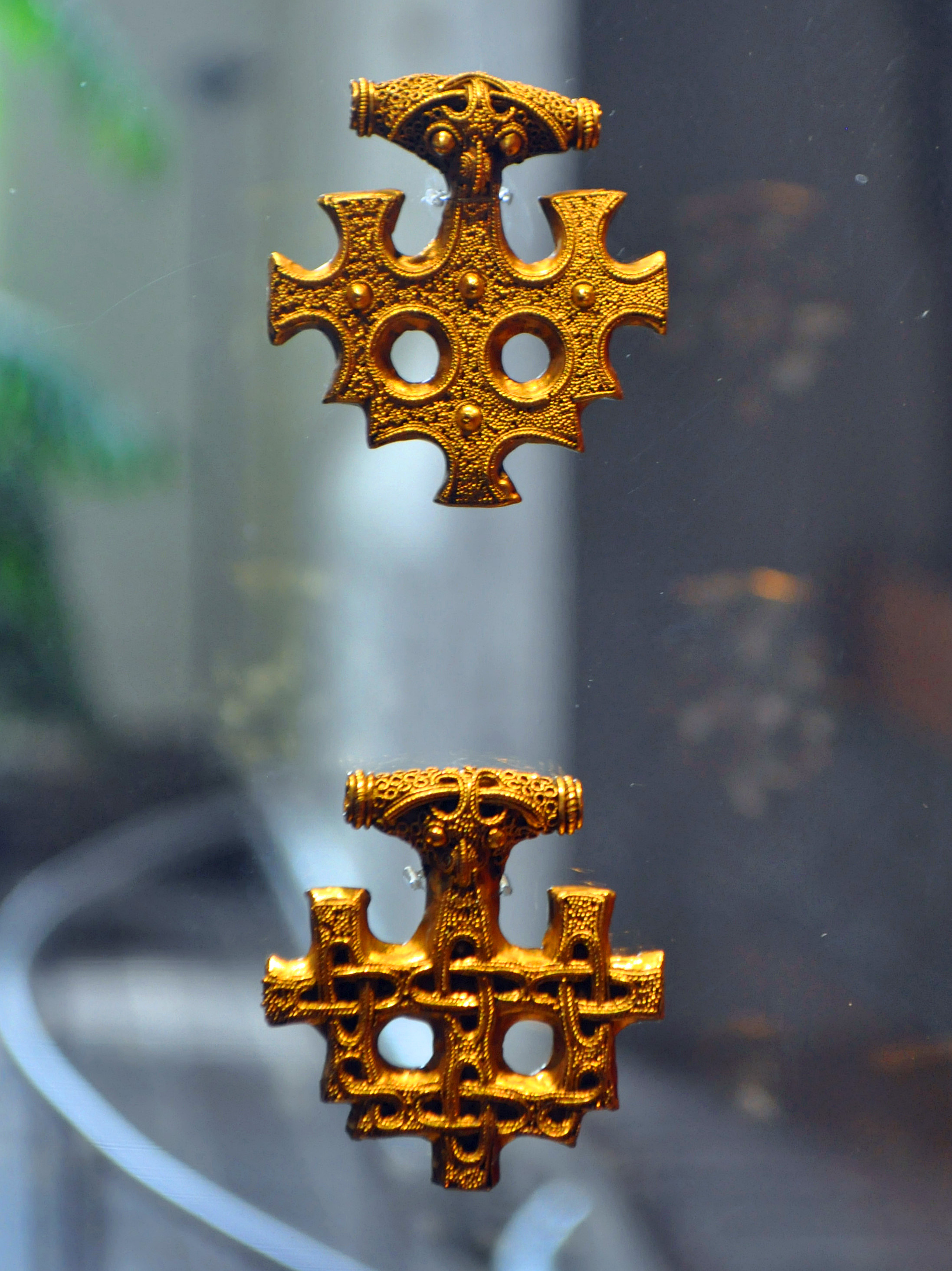
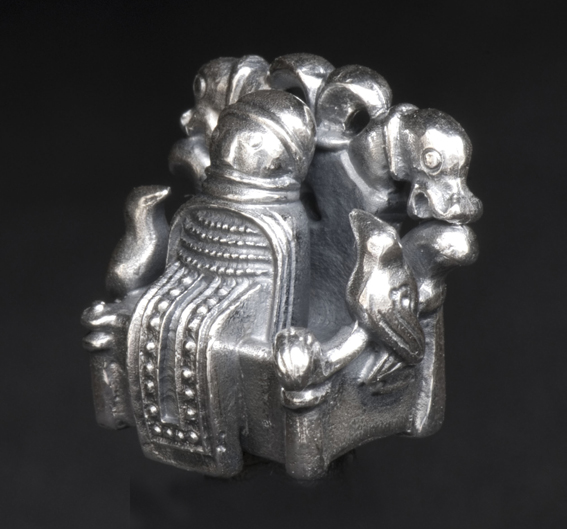

## مزيد من القراءة
- Mads Lidegaard (2004): "Hvad troede de på? – religiøse tanker i oldtid og vikingetid" [What did they believe in? – religious thoughts in ancient times and the Viking Age], Gyldendal, ISBN 87-02-02703-8 (بالدنماركية)
Mads Lidegaard (1915–2006) was a prolific writer, teacher and theologian from Denmark.